# Anomala planata
Anomala planata är en skalbaggsart som beskrevs av Candeze 1869. Anomala planata ingår i släktet Anomala och familjen Rutelidae. Inga underarter finns listade i Catalogue of Life.